# Бернхард Генрих Саксен-Веймар-Эйзенахский
Принц Бернхард Генрих Саксен-Веймар-Эйзенахский (Бернхард Карл Александр Герман Генрих Вильгельм Оскар Фридрих Франц Петр; нем. Bernhard Carl Alexander Hermann Heinrich Wilhelm Oscar Friedrich Franz Peter von Sachsen-Weimar-Eisenach; 18 апреля 1878 — 1 октября 1900) — принц Саксен-Веймар-Эйзенахский и лейтенант прусской армии. Носил титулы «принц Саксен-Веймар-Эйзенахский, герцог Саксонии». Предполагаемый жених нидерландской королевы Вильгельмины.

## Рождение и семья
Принц Бернхард родился в Веймаре и был вторым сыном Карла Августа наследника великого герцога Саксен-Веймар-Эйзенахского, и его жены принцессы Полины Саксен-Веймар-Эйзенахской. Он был младшим братом последнего великого герцога Саксен-Веймар-Эйзенахского, Вильгельма Эрнеста. Его дедушкой и бабушкой по отцовской линии были великий герцог Карл Александр и его жена принцесса Нидерландов София, благодаря которой он был включён в линию наследования нидерландского престола.
В 1890 году, вместе со своим братом Вильгельмом Эрнестом, поступил в Вильгельмгимназиум в КасселеI. Числился в 3-м гвардейском уланском полку, который базировался в Потсдаме.
Он унаследовал владения вокруг замка Ракот и владение Стеншев под Познанью. Вместе со своим братом он унаследовал поместья в Нидерландах от своей бабушки, принцессы Софии.

## Жених королевы Вильгельмины
Тесно связанный с нидерландской королевской семьей с юных лет, принц Бернхард считался идеальным мужем для молодой королевы Нидерландов Вильгельмины и был воспитан как её будущий супруг, её матерью, королевой Эммой, сторонницей брака. Хотя неоднократно сообщалось, что помолвка была близка, молодая королева не была сторонницей данного замужества, описывая своего кузена как «некрасивого» и «неразумного».
Когда королева Вильгельмина не ответила согласием на предложение принца Бернхарда, он, как сообщалось, впал в депрессию и умер в возрасте 22 лет в Веймаре. Сообщалось, что его внезапная смерть наступила в результате туберкулеза, хотя ходили слухи, что он мог покончить жизнь самоубийством. Вскоре после его смерти было объявлено о помолвке королевы Вильгельмины с герцогом Генрихом Мекленбург-Шверинским.